# Sender Kaiserslautern-Vogelweh
Der Sender Kaiserslautern-Vogelweh ist eine Sendeanlage der US-Streitkräfte in Kaiserslautern, die neben der Verbreitung des Radioprogramms AFN-The Eagle auf 105,1 MHz mit 2 kW effektiver Strahlungsleistung (ERP) auch zur Verbreitung des Programms des Deutschlandfunks auf 100,2 MHz mit 5 kW ERP dient. Der Sender Kaiserslautern-Vogelweh verwendet als Antennenträger einen 111 m hohen, frei stehenden Stahlfachwerkturm und diente auch zur Verbreitung von Fernsehprogrammen von AFN-TV.